# Vicente Magro Servet
Vicente Magro Servet (Alicante, 1960) es un magistrado español, magistrado de la Sala Segunda del Tribunal Supremo desde 2018. Asimismo, es vocal de la Junta Electoral Central.
Con anterioridad a este cargo, fue magistrado de las audiencias provinciales de Alicante y de Madrid, siendo presidente de la primera durante quince años. Brevemente, participó en el ámbito político, siendo senador por Alicante en la VI legislatura.

## Biografía
Licenciado en Derecho público por la Universidad de Alicante (1983), en 1987 ingresó en la carrera judicial. En 2005 obtuvo el título de doctor por la UNED con la tesis «Soluciones de la sociedad española ante la violencia que se ejerce sobre las mujeres».

## Trayectoria
Ha sido delegado de la Asociación Profesional de la Magistratura (APM) en Alicante (1988-1996), miembro de la Sala de Gobierno del Tribunal Superior de Justicia de Valencia en 1988, renovado en 1995. También fue juez de Benidorm (1989-1990) y Juez Decano de Elche (1990-1993).
Fue elegido senador por la provincia de Alicante por el Partido Popular en las elecciones generales de 1996, donde fue secretario primero de la Comisión de Justicia del Senado. En 2001 fue nombrado presidente de la Audiencia Provincial de Alicante, cargo que ocupó hasta 2016. Miembro asesor del Observatorio de Violencia doméstica y de género del CGPJ desde el año 2002.
En 2017, formó parte de la Sala de la Audiencia Provincial de Madrid que admitió a trámite la denuncia contra El Gran Wyoming y Dani Mateo por un supuesto chiste ofensivo contra el Valle de los Caídos. Los actores habían sido denunciados por la Asociación para la Defensa del Valle de los Caídos tras hacer un chiste sobre el monumento, y fue admitida a trámite por un supuesto «delito contra los sentimientos religiosos». Finalmente, la denuncia fue archivada.
En enero de 2018, fue elegido Magistrado de la Sala Segunda del Tribunal Supremo en sustitución de José Ramón Soriano. A principios de 2025, fue nombrado vocal de la Junta Electoral Central.

## Premios
Ha sido galardonado con el Premio Confilegal 2019, en la categoría de Compromiso, por el trabajo que ha venido realizando en responsabilidad penal de las personas jurídicas, promoviendo activar programas de «Compliance» y por la articulación de una doctrina en materia de violencia de género.

## Obras
- Violencia doméstica y de género: 285 preguntas y respuestas Las Rozas (Madrid) : Sepin, 2007. ISBN 978-84-95762-39-9
- El proceso monitorio: 267 preguntas-respuestas : formularios Pozuelo de Alarcón (Madrid) : Sepín, 2006. ISBN 84-95762-29-3
- Manual práctico de actuación policial-judicial en medidas de limitación de derechos fundamentales Las Rozas (Madrid) : La Ley, 2006. ISBN 84-9725-724-3
- Prontuario de la Propiedad Horizontal en Cataluña: análisis práctico de la regulación del régimen jurídico de la propiedad horizontal en Cataluña Madrid : El Derecho Editores, 2006. ISBN 84-920250-6-9
- Soluciones de la sociedad española ante la violencia que se ejerce sobre las mujeres Wolters Kluwer, 2005. ISBN 84-9725-647-6
- Guía práctica de problemas y soluciones planteados ante el Tribunal del Jurado La Ley. Grupo Wolters Kluwer., 2003. ISBN 84-9725-524-0
- La prueba tecnológica en la Ley de enjuiciamiento civil amb Eduardo de Urbano Castrillo, Editorial Aranzadi, 2003. ISBN 84-9767-101-5
- Guía práctica y casuística de delitos contra el patrimonio y el orden socioeconómico La Ley. Grupo Wolters Kluwer., 2002. ISBN 84-9725-287-X
- Manual práctico de aplicación de la Lec 1/2000 en las comunidades de propietarios Pozuelo de Alarcón : SEPIN, 2001. ISBN 84-95762-00-5